# Pasquale Penta

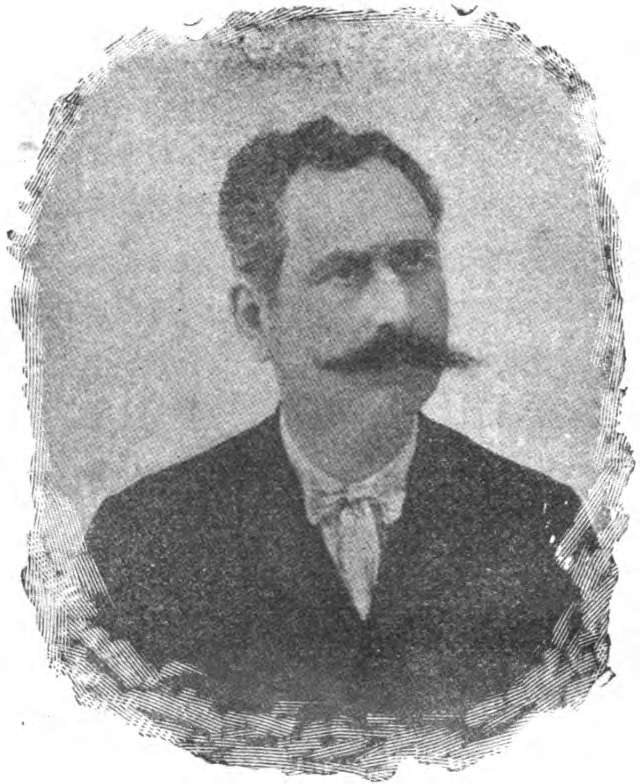
Pasquale Penta

Pasquale Penta (* 16. Juni 1859 in Fontanarosa; † 23. November 1904 in Neapel) war ein italienischer Psychiater und Kriminalanthropologe. Er begründete 1896 die erste sexualwissenschaftliche Zeitschrift Italiens.

## Leben
Penta studierte Medizin und wurde zunächst Assistenzarzt für klinische Propädeutik bei Errico de Renzi in Neapel. Seinen Militärdienst leistete er als Arzt an der dortigen Universitätsklinik und im Gefängnis San Stefano. Beeinflusst von und orientiert an der Kriminalanthropologie Cesare Lombrosos entwickelte Penta die Vorstellung, Kriminalität sei krankhafter Natur. In seinen späteren Veröffentlichungen ging er zwar über Lombrosos Lehre hinaus, insofern er sexuelle Pathologien nicht nur physisch, sondern auch psychisch begründet sah, blieb ihr aber zeitlebens verhaftet. Er profilierte sich neben Lombroso als Anhänger eines sozialdarwinistisch beeinflussten Strafrechts.
Nach seiner Militärzeit ging Penta als Arzt an die von Gaspare Virgilio geleitete Irrenanstalt und das Gefängnis von Aversa, wo er anthropologische Studien an Insassen und Gefangenen durchführte. Seine Studien setzte er auch nach seinem Wechsel als Arzt an die medizinische Abteilung des Gefängnisses auf Nisida fort.
Der Leiter des Instituts für Psychiatrie und Neuropathologie an der Universität Neapel, Leonardo Bianchi, holte ihn 1891 als seinen Stellvertreter nach Neapel und vermittelte Penta auch eine eigene Professur für Kriminalanthropologie. Mit der 1893 veröffentlichten Arbeit über den Frauenmörder Vincenzo Verzeni, I pevertimenti sessuali dell'uomo, begann er, sich stärker mit der Klassifikation sexueller Abweichungen zu befassen. 1896 begründete Penta das Archivio delle psicopatie sessuali, die erste italienische und weltweit zweite sexualwissenschaftliche Fachzeitschrift. Im gleichen Jahr eröffnete er ein kriminalanthropologisches Museum in Neapel mit etwa 100 Schädeln süditalienischer Krimineller, diversen Fotografien und Zeichnungen. 1898 gründete Penta die Zeitschrift  La Rivista  di Antropologia criminale e Psychiatria forense. Die neue Zeitschrift widmete sich weniger sexualwissenschaftlichen als forensisch-juristischen Themen.
Penta starb überraschend nach kurzer Krankheit. Sowohl das Archivio als auch die Rivista wurden binnen eines Jahres nach seinem Tod eingestellt. Sein kriminalanthropologisches Museum führte der italienische Arzt und Eugeniker Angelo Zuccarelli fort.

## Schriften
- Positivismo e criminalità. Conferenza del d.r Pasquale Penta letta il 22 giugno 1890 al circolo giuridico di Napoli. Garda, Ivrea 1890.
- I germi del delirio nei condannati. A. Tocco, Napoli 1892.
- I Pervertimenti sessuali nell'uomo e Vincenzo Verzeni strangolatore di donne. Studio biologico. Luigi Pierro, Napoli 1893.
- Sul significato onto-filogenetico del processo frontale nell'uomo. Cav. A. Tocco, Napoli 1894.
- Sulla necessità di applicare il metodo positivo e la ricerca psico-fisica nello studio del diritto. Tip. della tribuna giudiziaria, Napoli 1895.
- Dei pervertimenti sessuali. Caratteri generali, origine e significato…. F.lli Capaccini, Roma 1896.
- Il trattamento razionale del delinquente. Stab. Tipografico Cav. A. Tocco, Napoli 1896.
- Origine e patogenesi della inversione sessuale secondo Krafft-Ebing e gli altri autori. Capaccini, Roma 1896.
- Di alcune importanti alterazioni del linguaggio e del loro significato in psichiatria ed in antropologia criminale. A. Tocco, Napoli 1897.
- Influenza degli organi e delle funzioni sessuali. Sul modo di agire del sistema nervoso. F. lli Capaccini, Roma 1897.
- Sulla origine e sulla evoluzione della danza e della musica., Napoli 1897.
- Sopra un Caso d'Inversione sessuale. Tocco, Napoli 1898.
- Lezioni di psichiatria dettate nell'anno scolastico 1899-1900., Napoli 1900.
- La simulazione della pazzia e il suo significato antropologico, etnico, clinico e medico-legale. 2. Auflage. Perrella, Napoli 1900; 3. Auflage. Perella, Napoli 1905.

deutsch
- Die Simulation von Geisteskrankheit. Stuber, (Kabitzsch), Würzburg 1906.